# 히라노촌 (효고현)
히라노촌(平野村)은 효고현 아카시군에 있던 촌이다. 현재 고베시 니시구 히라노정 각 마을과 미가타다이 및 다카쓰카다이, 가스가다이, 텐가오카, 나가바타정의 각 일부에 해당한다. 

## 역사
- 1889년 4월 1일 - 정촌제 시행에 수반해 아카시군 히라노촌이 성립하였다.
- 1947년 3월 1일 - 고베시에 편입해, 동일 히라노촌은 폐지되었다.
- 1982년 8월 1일 - 분할로 인해 구촌 지역이 니시구의 일부가 되었다.

## 교통

### 철도
현재는 제2 메이신도로가 구촌지역을 통과하지만 당시에는 미개통 상태였다.

## 참고문헌
- 가도카와 일본지명 대사전 28권